# وانگ لیبین
وانگ لیبین (انگلیسی: Wang Libin؛ زادهٔ ۲۱ مارس ۱۹۶۳) بازیکن سابق و مربی بسکتبال اهل چین است. وی در بازی‌های المپیک تابستانی ۱۹۸۴ و ۱۹۸۸ شرکت کرده‌است. 